# 代用品
代用品(だいようひん)とは、あることを実現するために、旧来のものの代わりに使うもののこと。代替品ともいう。日中戦争開戦以降の戦時期においては意味がさらに限定され、「被代用品と用途の全部または一部が同じで、被代用品とは製法や材料が異なっていて、国際貸借の改善や不足物資の補填に寄与する必需品」と定義される。

## 食品
コピー食品参照。
- セロファンを皮に使ったソーセージ
- コルクの代替としてアベマキ木製の栓
- 代替肉（プラントベースドミート）
- 代替ミルク
- 代替卵

## 衣服
- 人造絹 (レーヨン)
- 魚皮靴 (鮫皮靴や鮭皮靴など)
- 魚皮ハンドバッグ
- 人造真珠
- クジラのひげのブラシ
- ダイヤモンド類似石

## 燃料
- 人造石油 (石炭液化)

## その他
- 合成樹脂製品
- 松葉を詰めた椅子
- セロファンによるゴムの代替
- セロメタルによる金モールの代替
- ガラス製洗濯板
- 人造ゴムのタイヤ
- 硬質ガラス製ジョイント
- 金属マグネシウムによる鉄の代替
- 軽金属の鋳物で機械の部品
- 人造麝香[3]
- 画鋲は戦前は主に真鍮か鉄で製造されていたが、日中戦争開戦以降の戦時期には、セルロイド、フェノール樹脂、カゼイン樹脂、バルカンファイバー、竹、木、ボール紙、レコード盤、といった多様な代用材料で製造されていたことが明らかにされている[2][4]。
- 金属製硬貨の代替として、小額紙幣や陶製の陶貨